# Avery (Texas)
Avery è una città degli Stati Uniti d'America, situata nello Stato del Texas, nella Contea di Red River.